# Ximena Navarrete
Ximena Navarrete, född 22 februari 1988 i Guadalajara, är en mexikansk skönhetsdrottning som vann skönhetstävlingen Miss Universum 2010 som hölls i Las Vegas, USA.